# Tuli Kupferberg
Œuvres principales
1001 Ways to Beat the Draft
1001 Ways to Live Without Working
NoDeposit, No Return
Naphtali Kupferberg dit Tuli Kupferberg, né le 28 septembre 1923 et mort le 12 juillet 2010 à New York,  est un poète américain de contre-culture, écrivain, dessinateur satirique, anarchiste, pacifiste, éditeur et cofondateur du groupe The Fugs.

## Biographie
Naphtali Kupferberg est né à New York dans une famille juive parlant le yiddish. Diplômé du Brooklyn College avec la mention honorifique en 1944. En 1958, Kupferberg fonde Birth Press et le magazine Birth, avec sa compagne et collaboratrice Sylvia Topp. Seulement trois numéros de Birth sont publiés mais ils sont faits en collaboration avec de célèbres auteurs de la Beat Generation tels que Allen Ginsberg, Diane Di Prima, LeRoi Jones et Ted Joans. Avec Birth Press, Kupferberg et Topp publient une cinquantaine de titres en dix ans, devenant vite l'epicentre de la nouvelle scène poétique new-yorkaise. 
Kupferberg apparaîtrait dans le poème de Ginsberg Howl. Kupferberg auto-publie le livre Beatniks ; or, The War Against the Beats en 1961. Son ouvrage le plus célèbre est certainement 1001 Ways to Beat the Draft (1966), un collage satirique crée avec Robert Bashlow. En 1961, il écrit 1001 Ways to Live Without Working, qui contient en réalité 1 005 façons de vivre sans travailler. Le livre contient aussi un certain nombre de vieilles publicités pour des tombolas d'esclaves et pour des méthodes infaillibles de traiter le cancer et l'obésité, entre autres. L'un de ses derniers ouvrages publiés est Teach Yourself Fucking, un recueil de dessins humoristiques publiée par Autonomedia en 2000.
En 1964, Kupferberg fonde le groupe de rock underground satirique The Fugs avec le poète Ed Sanders,, et puis Ken Weaver. Kupferberg a emprunté le nom au substitut de Norman Mailer pour le mot "fuck" dans son roman Les Nus et les Morts. Il est l'un des chanteurs du groupe et écrit beaucoup de ses chansons, telles que Morning, Morning, Kill for Peace, CIA Man, Supergirl, Carpe Diem, et il met en musique l'hymne de mariage pacifiste de Matthew Arnold, Dover Beach. Il sort aussi deux albums solo : No Deposit, No Return chez ESP-Disk en 1966, un recueil de poésie pop, et Tuli & Friends chez Disc en 1989.
Kupferberg est actif dans les cercles pacifistes et anarchistes new-yorkais. En 1965, il donne des cours à la fraîchement créée Free University of New York. Il apparaît en soldat armé d'une mitrailleuse dans Wilhelm Reich : Les Mystères de l'organisme, un film de Dušan Makavejev sorti en 1971 consacré au psychiatre Wilhelm Reich. Un sketch contre les violences policières de son Revolting Theatre apparaît en 1971 dans le film underground de Richard Pryor, Dynamite Chicken. En 1972, Kupferberg joue le rôle de Dieu dans le film canadien expérimental Voulez-vous coucher avec God ?. Plus récemment, Kupferberg apparaît dans le clip de Williamsburg Will Oldham Horror, de Jeffrey Lewis. Son émission de télévision bihebdomadaire Revolting News est toujours diffusée sur la chaîne Manhattan Neighborhood Network.
Kupferberg subit un accident vasculaire cérébral en avril 2009 chez lui, à New York, ce qui lui laisse une déficience visuelle et un besoin régulier de soins médicaux. Après un traitement de plusieurs jours dans un hôpital de New York, suivi d'une convalescence en maison de repos, il se remet chez lui. Il continue d'écrire des chansons et à être actif sur ses chaînes YouTube et DailyMotion, toutes deux appelées "tulifuli." Pendant ce temps, The Fugs enregistre un nouvel album, Be Free (sorti en 2010), incluant cinq des nouveaux morceaux de Kupferberg, dont Backward Jewish Soldiers et un arrangement de son célèbre poème Greenwich Village of My Dreams.
Kupferberg meurt au New York Downtown Hospital à Manhattan d'une insuffisance rénale et de septicémie le 12 juillet 2010. En 2008, dans l'une de ses dernières interviews, il déclare au Mojo Magazine : « Personne ayant vécu dans les années 1950 n'a pensé que les années 1960 auraient pu exister. Donc il y a toujours de l'espoir ».
Un film documentaire "Tuli Tuli Tuli, 1001 ways to be joyfully revolted" lui est dédié. Le film, réalisé par David Liver, annonce la contributions de personnalités telles que Jeffrey Lewis et Thurston Moore, est attendu pour la fin 2025.

## Publications
- Birth 1, The Bohemian Issue, 1958
- Birth 2, Children's Writings, 1959
- Beating, 1959
- Children as Authors: A Big Bibliography, 1959, avec Sylvia Topp
- Snow Job: Poems 1946-1959, 1959
- Selected Fruits & Nuts, 1959
- Birth 3, parts 1 & 2 Stimulants, An Exhibition, 1960
- 1001 Ways to Live Without Working, 1961
- The Grace & Beauty of the Human Form, 1961
- 1001 Ways to Live Without Working" (1961, rev. 1968; German translation by Max Wickert & Hubert Kulterer, with facing English text, Stadtlichter Presse 2009, 2015)
- 3,000,000,000,000,000,000,000,000,000,000,000,000,000,000 Beatniks : or, The War Against the Beats, 1961
- Sex and War, 1962
- The Mississippi (A Study of the White Race), 1962
- The Rub-Ya-Out of Omore Diem, 1962
- The Christine Keeler Colouring Book & Cautionary Tale, 1963
- Kill for Peace, 1965
- Caught in the Act: a Legal Vaudeville, 1966
- The Book of the Body, avec Judith Wehlau, 1966
- I Say to Masturbate is Human, to Fuck Divine, 1966
- 1001 Ways to Beat the Draft, avec Robert Bashlow, 1967
- Fuck Nam : a morality play, 1967
- 1001 Ways to Make Love, 1969
- Newspoems, 1971
- Listen to the Mockingbird; satiric songs to tunes you know, 1973
- As They Were, avec Sylvia Topp, 1973
- Universal Housewife, 1975
- First Glance, avec Sylvia Topp, 1978
- As They Were Too, avec Sylvia Topp, 1979
- O God!, 1980
- The Crazy Paper, 1980
- Less Newspoems, 1981
- Questionable Cartoons, 1981
- True Professions, 1981
- Why Don't We Do It in the Bed ?, 1982
- Was It Good For You Too ?, 1983
- After the Balls Are Ova, 1984
- In Media's Feces, 1986
- Kill For Peace, Again, 1987
- Reaganation, 1987
- The Tuli Kupferberg Instant Lottery Broadside, 1988
- The Dark Night of the Soul in the Poetry Mines, 1988
- Signed By the Artist, 1990
- Don't Make Trouble, 1991
- My Prick is Bigger Than Yours, 1992
- The Land that God Remembered, 1992
- The Old Fucks at Home, 1992
- You Know Helen : Maybe Chimps Know a Lot More Than We Think, 1994
- Hey Ann ! : What's The Diff Between Religion & Patriotism ?, avec Dave Jordan, 1994
- Whitman said : "In order to have great art you have to have great audiences !", 1994
- When I Hear the Word 'Culture' I Reach for My Gun, 1994
- I Hate Poems About Poems About Poems, 1994
- Great Moments in the History of Sport : No. 4, The Spartans Invent Football, 1994
- Teach Yourself Fucking, 2000
- Paris I Have Never Seen, 2001